# Dactylopodida
Die Dactylopodida sind eine Gruppe von amöbenartigen Einzellern und gehören zu den Amoebozoa.

## Merkmale
Die beweglichen Zellen haben eine abgeflachte Form eines unregelmäßigen Dreiecks mit einem breiten, hyalinen Rand. Die ebenfalls hyalinen, fingerähnlichen (daher der Name Dactylopodia) Sub-Pseudopodien bilden sich am Rand des hyalinen Cytoplasmas. Sie besitzen einen einzelnen Zellkern mit einem zentralen Nukleolus. Einige Gattungen, so Neoparamoeba und Paramoeba besitzen Parasomen. Die Zellhülle ist variabel und besteht aus Mikroschuppen, aus sechs- oder fünfeckigen Glycostylen (komplexe, flexible Strukturen an der Zelloberfläche) oder ist faserig.

## Systematik
Die Dactylopodida umfassen folgende Gattungen:
- Squamamoeba
- Korotnevella
- Mayorella
- Neoparamoeba
- Paramoeba
- Pseudoparamoeba
- Vexillifera

Einige Gattungen stehen incertae sedis innerhalb der Gruppe:
- Boveella
- Dactylosphaerium
- Oscillodignum
- Podostoma
- Strioluatus
- Subulamoeba
- Trienamoeba

## Nachweise
1. 1 2 3  Adl, S. M., Simpson, A. G. B., Lane, C. E., Lukeš, J., Bass, D., Bowser, S. S., Brown, M. W., Burki, F., Dunthorn, M., Hampl, V., Heiss, A., Hoppenrath, M., Lara, E., le Gall, L., Lynn, D. H., McManus, H., Mitchell, E. A. D., Mozley-Stanridge, S. E., Parfrey, L. W., Pawlowski, J., Rueckert, S., Shadwick, L., Schoch, C. L., Smirnov, A. and Spiegel, F. W. (2012), The Revised Classification of Eukaryotes. Journal of Eukaryotic Microbiology, 59: 429–514. doi:10.1111/j.1550-7408.2012.00644.x.